# World Education Fund
O World Education Fund (WEF, na sigla em inglês de "Fundo Mundial para Educação") é uma organização não-governamental (ONG) internacional, que atua nas áreas da educação, conservação do meio ambiente, incentivo ao esporte e promoção do intercâmbio de culturas nacionais. O Fundo também é conhecido internacionalmente pela sua sigla, WEF, seguida do nome do país ou região.
O WEF-Global atua na relação direta entre a excelência educacional e de desenvolvimento econômico e social das nações. Exemplos globais e regionais mostram que grandes investimentos em potencial humano têm sido a melhor solução para reduzir os graves contrastes sócio-econômicos dos povos. O objetivo do WEF é usar a educação para combater a pobreza em todo o mundo, razão essa para que seu slogan seja Making Poor Nations Rich (Tornando Ricas Nações Pobres).
A organização tem como projeto principal elevar a qualidade da educação em âmbito global, por meio de suas sucursais regionais. Conta com a ajuda de empresas, agências governamentais e outras organizações com objetivos semelhantes. Entende também que a transparência e a conservação ambiental são essenciais para o sucesso de seus projetos.
Além da principal atividade centrada na educação, o WEF promove a conservação do meio ambiente, o intercâmbio das culturas nacionais e o incentivo à prática de esportes.

## Logotipo
O logotipo do WEF contém um coala estilizado, que segura um livro e a sua sigla em destaque. O objetivo, em sua criação, foi conciliar suas duas principais áreas de atuação, ou seja, o fomento da educação e a conservação do meio ambiente. Alguns críticos consideram o logotipo muito parecido com o de uma outra organização não-governamental, o WWF, que é representado por um panda. Seus idealizadores argumentam, no entanto, que o panda é um animal chinês enquanto o coala é tipicamente australiano. Além disso, o projeto de design seria totalmente diferente.

## O WEF no Brasil
O WEF Brasil foi criado em 2010 e é sediado em São Paulo. Desenvolve projetos em todo o país e integra a rede global do WEF. A missão da organização no Brasil é contribuir para a elevação da qualidade educacional, permitindo que o país melhore sua posição nos rankings comparativos internacionais. Além disso, oferece apoio a estudantes de baixa renda na realização de intercâmbios culturais, com o objetivo principal de aprimorarem seus conhecimentos em línguas estrangeiras e novas culturas.